# Schiffbarkeit

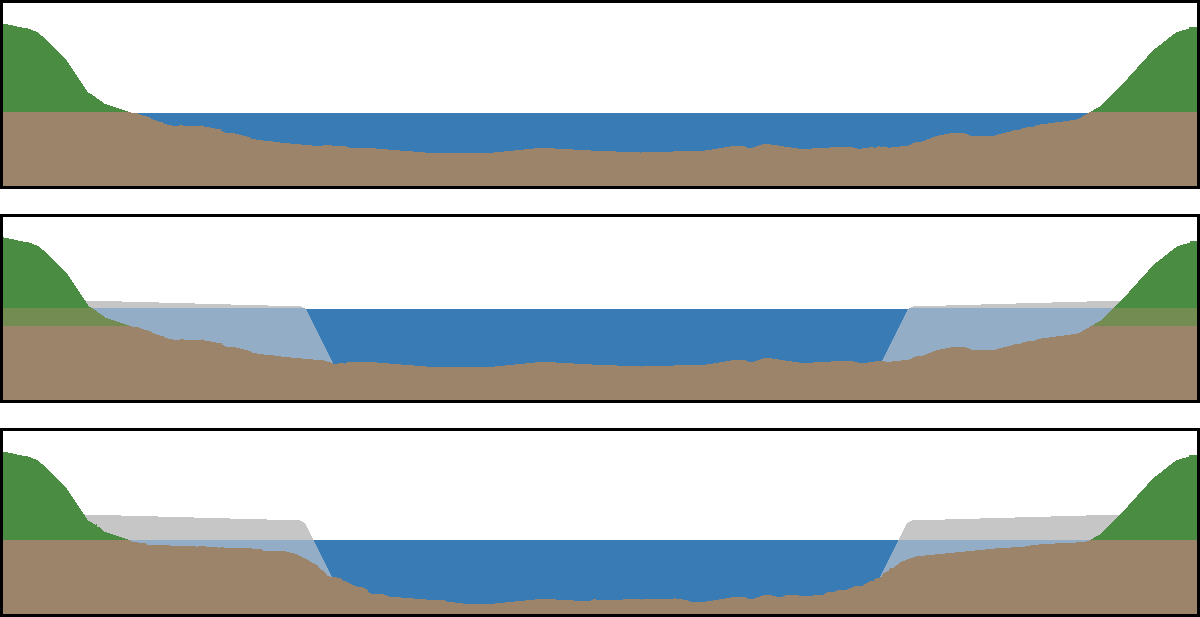
Die Errichtung von Flussbuhnen vertieft das Gewässer und fördert die Schiffbarkeit, mindert aber die Gewässerqualität

Mit der Schiffbarkeit wird ein Gewässer zur Wasserstraße, auf der Schifffahrt betrieben werden kann. Es wird dabei zwischen Fracht- oder Fahrgastschifffahrt sowie Sportschifffahrt unterschieden. Die Schiffbarkeit steht zunehmend in einem Spannungsfeld mit ökologischen Ansprüchen und naturschützerischen Anliegen, wie sie in der europäischen Wasserrahmenrichtlinie fixiert sind.

## Zuständigkeiten
In Deutschland ist die Wasser- und Schifffahrtsverwaltung des Bundes (WSV) für die Schiffbarkeit der Bundeswasserstraßen zuständig. Sie nimmt unter anderem auch die Klassifizierung für die Binnenwasserstraßen in einer Skala von I bis VII vor, siehe Definition der Klassen. Für die Schiffbarkeit von Landeswasserstraßen sind die Bundesländer zuständig.

## Temporäre Einschränkungen der Schiffbarkeit
Ein Grund für fehlende Schiffbarkeit kann die unzureichende Wassertiefe durch niedrige sommerliche Wasserstände sein. Auch durch Hindernisse wie Treibgut oder Eisgang können Gewässer vorübergehend ihre Schiffbarkeit verlieren. Bei Eisbildung kann eine starke Eisdecke die Schifffahrt gänzlich zum Erliegen bringen.
Hochwasser kann ebenfalls zum vorübergehenden Verlust der Schiffbarkeit führen, da große Uferschäden durch Schwell bzw. Wellenschlag zu erwarten sind. Auch die Strömungsgeschwindigkeit kann erhöht sein, so dass das Manövrieren erschwert wird. Zudem besteht die Gefahr von großem Treibgut wie Baumstämmen; die Durchfahrtshöhe unterhalb von Brücken reduziert sich, Anlegestellen und Poller könnten überschwemmt und damit unzugänglich sein.
Bei den meisten Gewässern ändert sich der Pegel und damit die Schiffbarkeit regelmäßig; während sich der Pegel in Tidegewässern wie der Unterelbe zweimal täglich ändert, handelt es sich in den oberen Flussabschnitten meist um jährliche Prozesse.